# 豊島シャトルバス

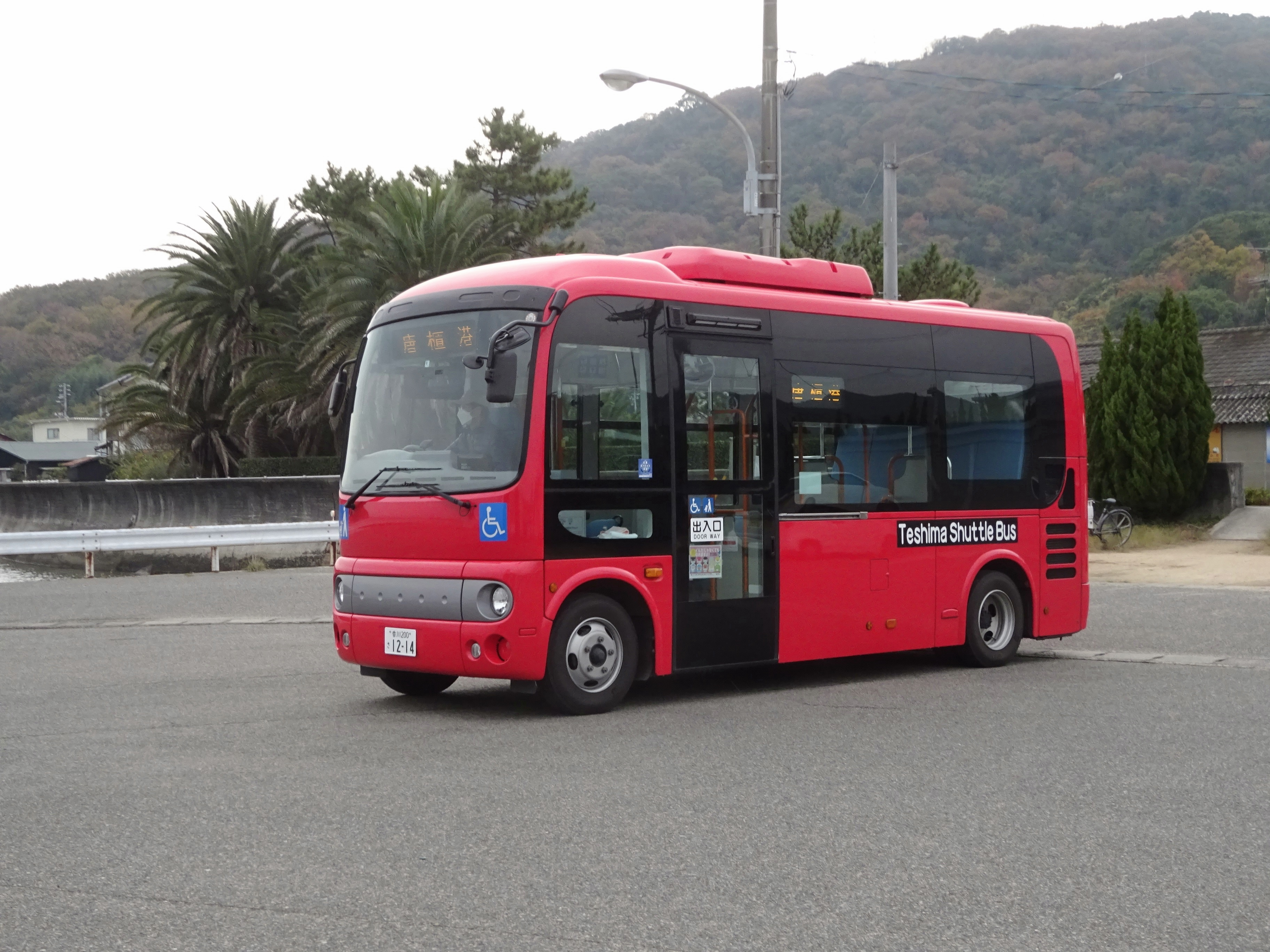
豊島シャトルバスの車両
3台目現行車両（日野・ポンチョ）
2022年10月、家浦港にて

豊島シャトルバス（てしまシャトルバス）は、香川県小豆郡土庄町が豊島内で運行するコミュニティバスである。
2010年（平成22年）11月3日運行開始。運行形態は町が保有する自家用バスによる自家用有償旅客運送（旧80条バス）である。島内の2つの港である家浦港（いえうらこう）および唐櫃港（からとこう）と、島内の公共施設や集落の間を結ぶ2路線が運行されている。

## 概要
2010年7月19日（海の日）から同年10月31日にかけて、高松港周辺と瀬戸内海の7つの島を会場として、瀬戸内国際芸術祭の第1回である「瀬戸内国際芸術祭2010 アートと海を巡る百日間の冒険」が開催された。豊島はその会場の一つとなり、会期中の10月17日には豊島美術館が開館している。
豊島は、古来から瀬戸内海での漁業と、島内の豊富な湧水を活かした稲作が行われ、その美しい自然の豊かな恵みから「豊島」の地名がついた。しかし1970年代からの産業廃棄物不法投棄問題により深刻な公害がもたらされ、一転して「ゴミの島」と呼ばれるようになり、農業・漁業や島民の生活・健康はもちろん、島のイメージダウンにより観光にも重大な悪影響を及ぼすに至った。そのため2000年代以降は不法投棄された産業廃棄物の処理事業を進め、島の美しい自然環境を取り戻すとともに、瀬戸内国際芸術祭の開催により島内に現代アート作品を設置し、また豊島美術館や横尾忠則制作の「豊島横尾館」を開設して「アートの島」としても観光事業の復活を図っている。
第1回瀬戸内国際芸術祭の開催にあたり、豊島では島内の展示を巡る無料シャトルバスが運行された。同芸術祭の終了後に、これを流用する形で、島民の移動の足となるコミュニティバス「豊島シャトルバス」として運行開始したものである。
そのため路線は基本的に、芸術祭専用シャトルバスの経路をほぼ踏襲している。ただし芸術祭専用シャトルバスは2つの港（家浦港・唐櫃港）と島内各地の展示会場（豊島美術館ほか）を巡る循環経路をとっていたが、コミュニティバスへの移行後は循環経路ではなく、家浦港を起終点として島北部・島南部を結ぶ2路線となっている。また芸術祭専用シャトルバスが経由していた島の南東部や、産業廃棄物不法投棄現場となった島の南西部は経由しない。

## 運行内容
運賃有償のコミュニティバス（乗合バス）であり、観光客など島民以外の利用者も乗車可能である。しかし専用車両が小型バス（過去にはマイクロバス）1台しかなく、車両定員や便数も少ないため、町では「島民優先のバスである」ことを町公式ウェブサイトなどに明記し、来訪者への協力を呼びかけている。また島民のための島内の移動手段として運行しているため、ダイヤは必ずしも船便とは接続していない。

### 運賃
運賃は均一制で、金額は以下のとおり（2024年6月現在）。
- 大人（中学生以上）- 200円
- 小人（5歳 - 小学生）- 100円
- 5歳未満 - 無料
- 障害者割引 - 各種障害者手帳提示により、上記運賃の半額となる。
- 2021年10月1日始発より、小豆郡内の路線バス（小豆島オリーブバス、小豆島町営バス三都線、豊島シャトルバス）で、IruCa以外にも交通系ICカード全国相互利用サービス対応の10種の交通系ICカードが利用可能となった[7]。これに伴い豊島シャトルバスでも、同年10月20日から運用開始された日野・ポンチョでは交通系ICカードが利用可能となった[4][8]。

## 路線
- 家浦港を起終点とする以下の2路線が運行されている。全停留所を記載（2024年6月現在）[2][3][6]。
- 瀬戸内国際芸術祭専用シャトルバスを流用した経緯と、観光客への便宜から、同芸術祭の展示作品付近にバス停留所を設置している。シャトルバスで作品を見て回れるよう、路線図には停留所と展示作品の位置関係も示されている[3]。
- 各路線に名称・愛称は設定されていない。路線図ではラインカラーで色分けされている[2][3]。

### 家浦港 - 唐櫃港
- 家浦港 - 硯集会所前 - 森万里子作品前[注釈 1] - 清水前 - 唐櫃岡集会所前 - 豊島美術館 - 唐櫃港
  - 停留所数：7
  - 運行便数：往復各7便
  - 所要時間：17分
  - ラインカラー：黄色
  - 家浦港を起終点として、島北部の家浦（いえうら）地区・硯（すずり）地区・唐櫃（からと）地区を経由し、唐櫃港へ至る路線。

- 家浦港 - 豊島公民館前 - 甲生集会所前
  - 停留所数：3
  - 運行便数：往復各4便
  - 所要時間：8分
  - ラインカラー：橙色
  - 家浦港を起終点として、島南部の甲生（こうう）地区を結ぶ路線。

## 車両
- 3代目現行車両 - 日野・ポンチョ（HX系・ショートボディ）[4][8]
  - 2021年（令和3年）10月20日より運用開始[4][8]。
  - ポンチョ導入によりICカードリーダーが設置され、交通系ICカード（IruCaおよび交通系ICカード全国相互利用サービス対応カード）が利用可能となった[8]。
  - 初のノンステップバスであり、前面には国際シンボルマークとベビーカーマークが貼付された[4][8]。
  - 塗装は赤1色。1ドア、定員28人[4][8]。
- 2代目車両 - マイクロバス
  - トヨタ・コースターまたは日野・リエッセII（B40/50系）[4][9]
  - 登録番号：香川200さ915[4][9]
  - 2016年 （平成28年）10月より運用開始[9]。
  - 白一色の車体に、島内の児童らが豊島の風景を描いた絵がラッピングされ、「Beautiful Island Bus」の愛称が付与された。10月3日には土庄町立豊島小学校・中学校（校舎が同一）の運動場で新車両お披露目式が行われ、児童らが新車両に試乗した[9]。
- 初代車両 - 日産・シビリアン（W40系後期型）[10]
  - 白と紺のツートンカラー、電動ステップ装備。「豊島シャトルバス」のステッカーを貼付して運行していた[10]。